# Острогляд
Острогляд — пасажирський залізничний зупинний пункт Лиманської дирекції Донецької залізниці.
Розташований у селі Дубовівка, Старобільський район, Луганської області на лінії Кіндрашівська-Нова — Граківка між станціями Старобільськ (13 км) та Білокуракине (23 км).
Через військову агресію Росії на сході України транспортне сполучення припинялося, проте з 30 травня 2016 року рух поїздів відновлено. Лінією Валуйки — Кіндрашівська почав курсувати приміський поїзд Кіндрашівська-Нова — Лантратівка, який робить зупинки лише по станціях.